# L'Échec du matériel
Albums de Daniel Bélanger
Déflaboxe
(2003) Joli chaos
(2008)
L'Échec du matériel est le sixième album de Daniel Bélanger paru le 3 avril 2007. On y retrouve son groupe de musiciens habituel, Carl Bastien, Jean-François Lemieux et Alain Quirion, ainsi qu'une invitée spéciale, Mara Tremblay au violon.

## Liste des titres
| No  | Titre                | Durée |
| --- | -------------------- | ----- |
| 1.  | La Fin de l'homme    | 3:28  |
| 2.  | Manière de parler    | 3:05  |
| 3.  | Télévision           | 5:31  |
| 4.  | Drôle de personne    | 4:24  |
| 5.  | Fermeture définitive | 4:31  |
| 6.  | Amusements           | 1:59  |
| 7.  | Tout à coup          | 2:04  |
| 8.  | Plus                 | 3:34  |
| 9.  | Demain, peut-être    | 4:44  |
| 10. | La Collision         | 2:29  |
| 11. | L'Échec du matériel  | 3:03  |
| 12. | Relié                | 3:23  |
| 13. | Je suis mort         | 4:26  |
| 14. | Sports et Loisirs    | 2:46  |

## Personnel
- Daniel Bélanger : guitare acoustique, programmation
- Carl Bastien : basse, piano
- Jean-François Lemieux : basse
- Mara Tremblay : violon
- Alain Quirion : batterie
- Christian Paré : percussions
- Chœurs : Dawn Cumberbatch, Marie-Christine Depestre

## Production
- Arrangements, production : Daniel Bélanger
- Producteur délégué : Mathieu Houde
- Coordination de la production : Émilie Bernard
- Réalisation : Daniel Bélanger, Carl Bastien ; direction artistique : Michel Bélanger ; coordination artistique : Mathieu Houde
- Prise de son : Louis Legault
- Mixage : Louis Legault, Carl Bastien
- Studio : Studio Victor
- Mastering : Guy Hébert, Studio Karisma
- Pochette et livret :
- Conception et réalisation graphique : if.ca; photos : John Londono